# 망각의 법
망각의 법(Act of Oblivion)은 1660년에 영국에서 제정된 대사면법이다. 찰스 2세는 영국 내전과 군사독재 시절에서 행해진 각종 범죄들에 대하여 일괄적인 사면을 행했다.  이것은 망각이라는 용어로 모든 것을 잊어 버리겠다는 선언이었다. 이것은 올리버 크롬웰의 편을 들었던 자들에게 행해진 화해와 용서의 행위였다. 이것을 통하여 양당정치의 싹이 트였다. 이것은 1651년 9월 3일 행해진 반역죄를 사면하였는 데, 그 중에 소시니안주의자였던 존 비들도 포함되었다.